# Ș.a.
Ș.a. este un acronim în limba română, însemnând "și altele."  Se poate lesne observa ca acest acronim este extrem de apropiat de ș.c.l., și celelalte, care la rândul său este traducerea literală a expresiei latine et caetera. A fost folosit în limba română mai ales în a doua parte a secolului al XIX-lea și prima parte a secolului XX. După cel de-al doilea război mondial acest acronim a fost progresiv substituit de către etc. și de către ș.a.m.d..
Limba română prezintă și alte acronime ce au aceeași semnificație semantică precum cea a ș.a.-ului, aceea de a recunoaște recurența unei reguli de orice natură ce permite cititorului sau vorbitorului să continue prin extrapolare seria începută anterior.
- etc. - prescurtare provenită din expresia din limba latină, et caetara, însemnând, de fapt, "și celelalte" în limba română
- ș.c.l. - și celelalte
- ș.a.m.d. - și așa mai departe

Desigur, de-a lungul timpului, din motive foarte diferite, unele sau altele din aceste abrevieri au devenit mai frecvent sau mai puțin frecvent utilizate, atât în limba vorbită cât și în cea scrisă, sau au căzut în desuetudine.